# Bullergrund, Vasa
Bullergrund är en ö i Finland. Den ligger i Norra kvarken och i kommunen Vasa i den ekonomiska regionen  Vasa i landskapet Österbotten, i den västra delen av landet. Ön ligger omkring 15 kilometer väster om Vasa och omkring 380 kilometer nordväst om Helsingfors.
Öns area är 3 hektar och dess största längd är 330 meter i nord-sydlig riktning. Närmaste större samhälle är Vasa, 14,5 km öster om Bullergrund.